# Tudor (nadwozie)

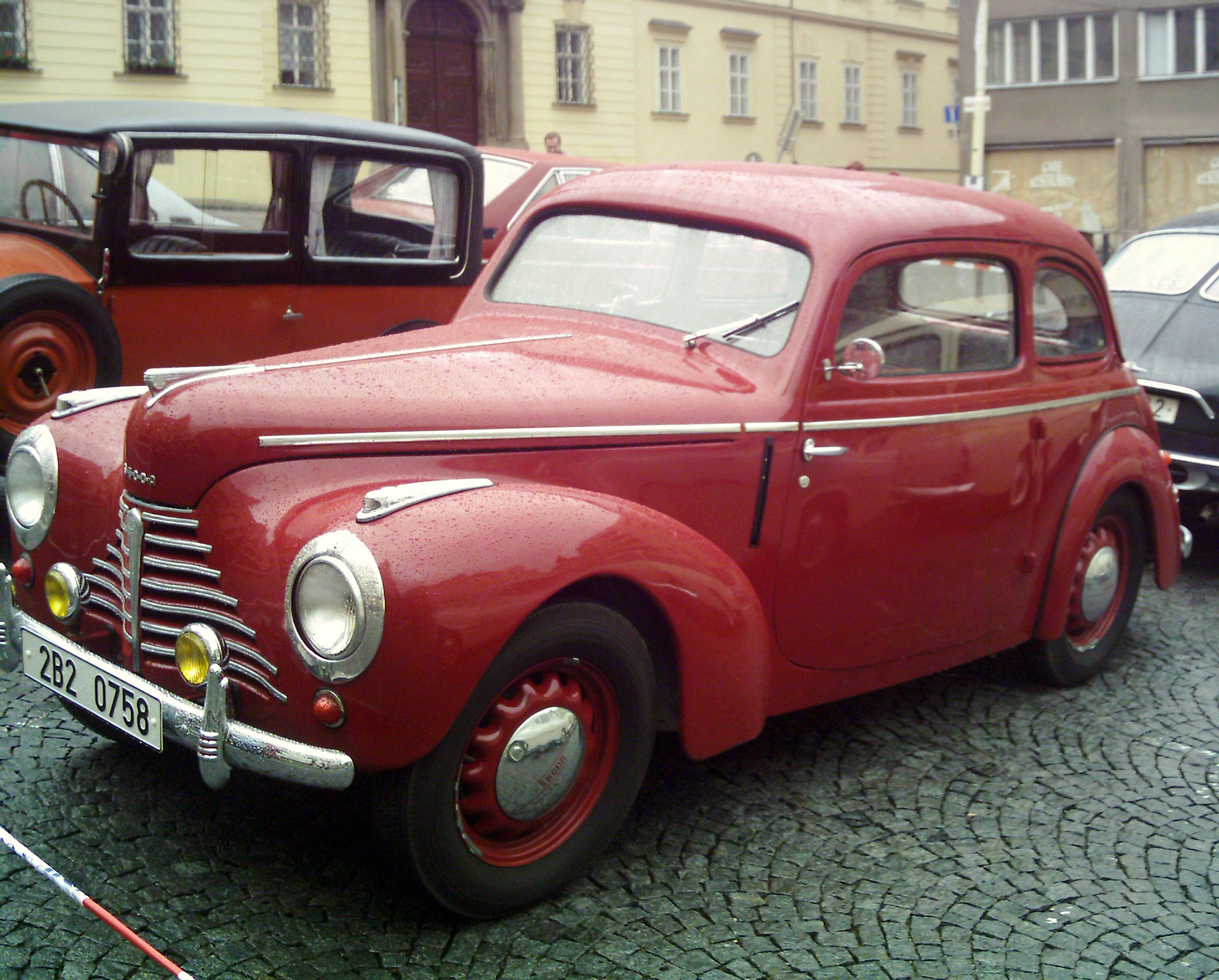
Škoda 1101

Tudor – typ nadwozia samochodu osobowego, posiadającego dwoje drzwi wejściowych (dla kierowcy i pasażerów), służących także do zajmowania miejsca na tylnej kanapie; dwudrzwiowy sedan. Nazwa stanowi inny zapis angielskiego określenia two-door – dwudrzwiowy. Używana była w okresie przed i krótko po II wojnie światowej, szczególnie w USA (Ford). Oprócz nieco niższej ceny od czterodrzwiowych sedanów, reklamowane były w USA jako idealne pojazdy do przewożenia dzieci na tylnej kanapie (np. Ford Mainline Tudor z lat 1952–54).
Nadwozie typu tudor wykorzystane zostało między innymi w produkowanych w latach 1937–1944 modelach Škody Popular oraz w wytwarzanej od roku 1946 Škodzie 1101, znanych pod określeniem Škoda Tudor.
Mimo że nadwozia typu 2-drzwiowy sedan były spotykane także w kolejnych dekadach (np. Trabant), nie były już określane jako tudor.